# 帕涅代里耶尔巴里讷
帕涅-代里耶尔巴里讷（法語：Pagney-derrière-Barine，法語發音：[paɲɛ dɛʁjɛʁ baʁin]）是法国默尔特-摩泽尔省的一个市镇，位于该省西部，属于图勒区。

## 地理
帕涅-代里耶尔巴里讷（48°41'36"N, 5°50'37"E）面积6.13 平方千米，位于法国大東部大區默尔特-摩泽尔省，该省份为法国东北部内陆省份，是洛林的一部分，北邻比利时、卢森堡，北起顺时针与摩泽尔省、下莱茵省、孚日省和默兹省接壤。
与帕涅-代里耶尔巴里讷接壤的市镇（或旧市镇、城区）包括：布吕莱、埃克鲁沃、图勒。
帕涅-代里耶尔巴里讷的时区为UTC+01:00、UTC+02:00（夏令时）。

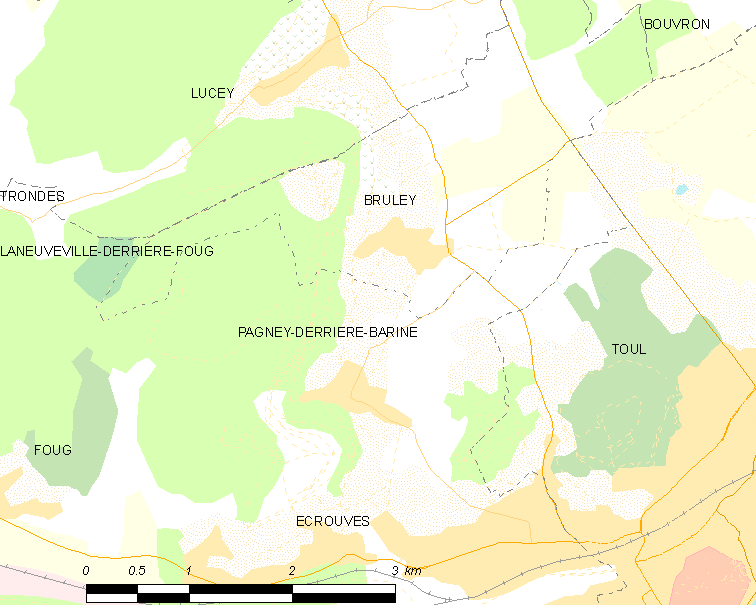
帕涅-代里耶尔巴里讷的OSM定位图

## 行政
帕涅-代里耶尔巴里讷的邮政编码为54200，INSEE市镇编码为54414。

## 政治
帕涅-代里耶尔巴里讷所属的省级选区为图勒县。

## 人口

1962-2008年间帕涅-代里耶尔巴里讷人口变化图示

帕涅-代里耶尔巴里讷于2022年1月1日时的人口数量为649人。